# نعيم عيسى
نعيم عيسى (6 يناير 1933 -5 مايو 2025) هو ممثل أفلام وممثل تلفزيوني وممثل مسرحي مصري.
أصيب نعيم عيسى بالتهاب رئوي حاد قبل وفاته، وفقًا لنجله سامي عيسى، ما أدى إلى تدهور حالته الصحية ودخوله العناية المركزة حتى  توفي في 5 مايو 2025.

## حياته ومسيرته
ولد بحي الجمالية في القاهرة 6 يناير 1933، كان عاملاً في مسارح القصور الثقافة بالإسكندرية، والمسرح العسكري البحري، التحق بفرقة مدبولي وفرقة الإسكندرية في بداية حياته الفنية، ليشارك بعدها في العديد من المسرحيات، ولعل أبرزها دور المأذون الواد سيد الشغل.